# Carretera Federal 180

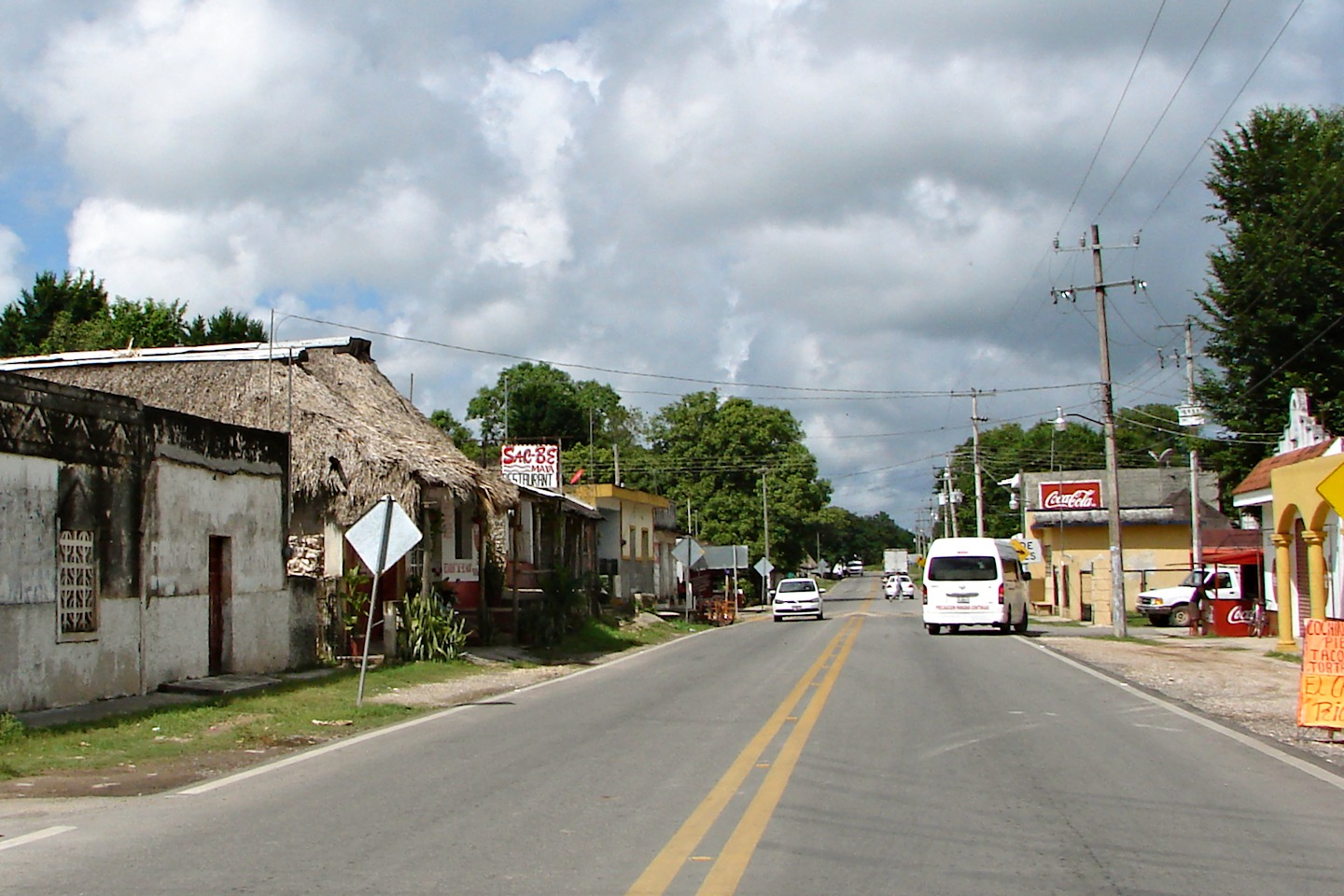
Imagen que muestra parte del trayecto de la carretera Federal 180

La Carretera Federal 180 comunica la ciudad de Matamoros en el estado de Tamaulipas, México, con la ciudad de Cancún en el estado de Quintana Roo, en el extremo oriental de la república mexicana, transcurriendo a lo largo de la costa del golfo de México la mayor parte del trayecto. 
En su recorrido cruza por 6 estados de la república mexicana. La mayor parte del trazo corresponde a la costa del Golfo, pero a partir de la ciudad de Campeche se adentra en la península de Yucatán hasta llegar a Mérida, para posteriormente cruzarla de oeste a este hasta el término del trazo, en la población de Puerto Juárez, estado de Quintana Roo.
Su trayecto es:

## Tamaulipas
En estos kilómetros de viaje, la carretera 180 no es la principal nombrada en su trayecto, sin embargo, destaca el viaje que recorre en el estado.
- Matamoros

En la primera parte del viaje, entre la frontera de México-Estados Unidos. El viajero mantendrá su viaje al sur por la calle Sexta, lo cual, lo llevará a la Carretera Federal a Ciudad Victoria. Entre semáforos y el tránsito, saldrá de la ciudad hasta pasar el libramiento, el conductor deberá mantener cuidado con los baches y cualquier situación. Más de 10 km para pasar al Aeropuerto Internacional General Servando Canales, después, del pueblo de Santa Lucía, la carretera se convierte en un carril en dos sentidos. Los próximos kilómetros, pueblitos y rectas en la carretera. La vegetación es hermosa, llama la atención, pequeños arbustos, cerca hay un río.
Antes del Entronque de Paso de Águila, la carretera se amplía para la seguridad. Posteriormente, sigue los mismos carriles, con acotamiento. Kilómetros después, se encuentra el entronque con la Carretera Federal 53, más adelante, el conductor deberá ver su trayecto, hay una desviación al pueblo de San Germán, sin embargo, la carretera principal es el libramiento que rodea el pueblo. Una pequeña zona urbana entre San Germán, Alfredo V. Bonfil y San Antonio.
Kilómetros posteriores, dos carreteras se juntan; esta carretera (101), junto con, la Carretera Federal 97. El viajero deberá pasar por abajo para continuar por otro libramiento, San Fernando se encuentra cerca; dos caminos separan al viajero; el camino antiguo que te lleva directamente al pueblo de San Fernando, cruzando la ciudad y el tráfico. El libramiento; que rodea la ciudad, ideal para el tránsito pesado y viajeros que llevan prisa. 
- San Fernando

Luego de cruzar el puente del Río San Fernando (un río café y lleno de árboles), termina la zona urbana, la carretera sigue su camino por una nueva vegetación, con una carretera sin acotamiento hasta que se llega al libramiento, el conductor deberá tener cuidado. Santander Jiménéz - San Fernando es un tramo de rectas, tránsito; a lado de la carretera hay pequeños cerros, pero el camino es plano. En algunos tramos la carretera se amplía a 2 carriles por sentido (sin barda)
Las Norias es un pueblo donde la carretera se conecta con otra; la Carretera Federal de Tamaulipas que va a Cruillas. El viajero cruzará dos puentes por carriles, (puente Chorreras) debajo, un lugar lleno de vida; un río café y su vegetación verde. El viajero deberá tener cuidado con el puesto militar La Coma, ya que, si un conductor no conoce la carretera, deberá mantener los ojos en el camino para evitar un accidente.
Para entrar oficialmente en la Carretera del Golfo (180) habrá que cruzar el entronque entre la Carretera Federal 180 y la 101. 
- Entronque con Carretera Federal 101

Al entrar en la carretera, un letrero nos dirá  
Tampico 312 Km.
Aldana197 KM
Soto la Marina 83 KM"
en el lado contrario;  
Reynosa 186 KM",
Matamoros 182 KM",
San Fernando 47 Km.
Una carretera con pequeñas elevaciones, pocas curvas, vegetación verde e increíbles vista a lo lejos por los cerros. El conductor deberá estar con cuidado en este tramo por los baches. Pasarás por la desviación a Abasolo (Carretera Federal 38). 
Kilómetros antes de llegar a Soto la Marina, dos cerros se ven a lo lejos, la zona urbana se acerca. En dicha ciudad, se conecta la Carretera Federal 52 que va al Golfo de México, en el pueblito, La Pesca.
- Soto la Marina

Al salir de dicho pueblo, un puente atraviesa el Río Soto La Marina, las ramas verdes y su entorno llaman la atención con la vista a lo más lejano del lugar. Dos entronques; Las carreteras Federales 70 y 75 te comunican a Ciudad Victoria, si vas derecho, irás a Tampico. 
Kilómetros más adelante, se vuelve a cruzar el mismo río, sin embargo, al frente, una hermosa vista de un cerro alto.
En la desviación a Tepehuaje están los letreros de kilometrajes; 
Tampico 184 Km.
Aldama 81 Km.
Varias curvas se encuentran en esta zona, rodeando las elevaciones por los cerros, en los siguientes minutos de tu viaje, pasarás el pueblo de Lavanderos, donde, verás una increíble vista de la Presa del mismo nombre. No tan lejos hay un monumento abandonado "Monumento del Trópico de Cáncer"
La carretera atraviesa La Zamorina, Alto del Chino, San Rafael (en estos kilómetros la carretera es pequeña, sin acotamiento), Nuevo Progreso. En este pueblo, hay una desviación a un lugar para nadar, sobre el río "El Jordán", lo cual, la carretera cruzará un antiguo puente sobre agua verde, pero, un poco cristaliza. 
La carretera cruzará una sierra con pocas elevaciones, en una carretera de un carril por sentido. Finalmente, habrá una recta que te llevará hasta Aldama (Tamaulipas), deberás tener cuidado con los baches. Hay una desviación a Paso Hondo antes de llegar Aldana.
- Aldama (Tamaulipas)

En un pueblito, atraviesas el lugar, cruzas el puente, debajo. Un caudal cubierto por el lirio de la naturaleza, está la desviación a Barra de Tordo y Barra de Morón. Un letrero te avisa.
TAMPICO 108 Km.
EST MANUEL 36 Km.
La carretera es de un carril por sentido, sin acotamiento, entre los cerros, rectas, pueblos (Higinio Tanguama, el Carrizal Primero, el Pulmón).
- Entronque con carreteras federales 80 y 81

Hay un entronque que te lleva directo a Tampico, la cual, te lleva a la carretera que va a Manuel (Libramiento de González y Manuel), luego, el viajero entrará al poblado de Manuel, habrá un semáforo que será la desviación con la carretera 80. El tránsito en la ciudad será fatal. Más de 2 carriles por sentido hasta la salida.
Un nuevo entronque con el libramiento nos llevará a una autopista de 2 carriles por sentido. El tránsito de Monterrey y de las otras partes se une en esta carretera. Una larga recta sin elevaciones, más unas cuantas curvas, te llevan al norte de Cuauhtémoc, y Esteros (Tamaulipas), entre más pueblos.
Antes de entrar a Tampico, se pasa la desviación del Libramiento Norte de Altamira, poco a poco la urbanización se ve y la vegetación verde se pierde por el concreto.
- Tampico

Un letrero te recibe; Bienvenido a Altamira, metros después el tránsito pesado es desviado al boulevard Ignacio Allende, pero, la carretera es por la principal, se debe de mencionar que ambos caminos se cruzarán en una intercepción. Desde lo alto y lo lejos, se ve la laguna. Más adelante, la desviación a su libramiento.
Entre Altamira y Tampico habrá mucho tráfico, una desviación a Ciudad Valles por la 70. Al llegar al entronque del Aeropuerto Internacional de Tampico ten cuidado, la carretera sigue a la derecha, camiones grandes no deberían entrar aquí, esta vía te lleva al centro historico.
Conéctate con el Blvd. A. López Mateos para que te lleve al puente Tampico. Cruzarás el Puente más bello que une Tamaulipas con Veracruz.

## Veracruz
El Estado de Veracruz es muy grande, por ende, a lo largo de su recorrido se encuentra una carretera entre autopistas, carreteras amplias. Toma precaución en cada tramos de las carreteras.
- Pánuco

En el puente, al salir de Tampico, tú como copiloto o pasajero, verás las vistas del Puerto, el Golfo de México (norte) y la laguna Pueblo Viejo (sur). El viaducto fue inaugurado el año de 17 de octubre de 1988 por el presidente Miguel de la Madrid. Prepara tu cuota al final del trayecto, ya que, deberás de pagar en la Plaza de Cobro 49 Puente Nacional Tampico.
El Puente Tampico es considerado uno de los puentes atirantados más destacados en toda Iberoamérica, no solo por su elegancia y estética, sino también por el desarrollo e impulso a la actividad socioeconómica regional. 
La carretera 180 rodeará las poblaciones, Anáhuac, Benito Juárez y Pueblo Viejo, que tienen la separación con el río Pánuco, lo cual, toma precauciones por los entronques. Pasarás por una vegetación diferente por su cercanía al mar, del cual, te llevará por rectas de dos carriles por sentido. El siguiente pueblo.
- Tampico Alto

Al llegar a Tampico Alto, atravesarás la ciudad, habrá poco tráfico. Kilómetros adelante, pasarás por rectas donde son pocas las curvas, atravesando los campos qué rodean la huasteca veracruzana, tras varios minutos, estarás cerca de la costa del golfo de México, sin embargo, la carretera estará a lado del mar.
Ten cuidado con la curva del Molino, vigila la velocidad máxima, evita cualquier accidente
Entre El porvenir, un letrero indica.
Tampico 47 kilómetros.
Tampico Alto 30 kilómetros.
Después del pueblo de los potrillos, toma precaución, la salida por la autopista de Cuota estará en el lado derecho, si vas derecho, es la carretera libre. Si vienes en sentido contrario, toma la derecha para ir a Tuxpan por la vía corta. Derecho si vas a Tampico.
Continuarás el trayecto entre las vegetaciones y pocas curvas, rodeando cuerpos de agua, por 10 kilómetros hasta llegar a Ozuluama, observarás a lo lejos los cerros.
- Ozuluama

En esta población, la carretera no entra, ya que el entronque te desvía hacia la población, ubicada en lo alto de un cerro. Para entrar existen dos entradas: Por la calle Sara García iglesias o la carretera Mascareñas.
En los siguientes kilómetros manejarás con mucha precaución por los baches, los arbustos, las colinas, así como las pocas curvas y rectas. En el kilómetro 110, ten cuidado con los desniveles que están por el pueblo de Las Maravillas, Cuatro Palmas.
Al pasar la comunidad de La Crema, pasarás por el puente Terreno. Kilómetros adelante, en Los Tres Hermanos, un entronque comunica a los poblados que se encuentran cerca de la Laguna de Tamiahua.
La zona urbana del kilómetro 22 recorre un trayecto de baches, ten cuidado, habrá una entronque que comunica a la Brecha Huasteca, una carretera con dirección a la costa por la laguna de Tamiahua.
Tampico 110 Km.
Ozuluama 44 Km.
- Naranjos

Cruzarás el puente Naranjos II, atravesando la población del mismo nombre, varios caminos te llevarán a la costa o a la sierra, cuídate del tráfico, hay topes, al salir pasarás el puente Tancochin, lo cual, te lleva a la otra zona de Naranjos. Por último, el entronque que indica a Tamiahua con 31 kilómetros.
Al salir de naranjos prepárate para una recta, no manejes rápidamente por el tránsito pesado,  después, unas curvas para rodear la sierra de Otontepec. En las cercanías del kilómetro 63 habrá una salida, ten cuidado, es terracería, te llevará al pueblo de Cerro Azul. Continuando con la carretera 180. Rodearás la población, observa las indicaciones para entrar en una calle segura. 
- Naranjos

Al salir de la comunidad con curvas sinuosas y el tráfico. En el camino, una recta larga con pocas curvas te llevarán hacia el sur de Veracruz. Ten cuidado antes de llegar a Alazán, ya que, habrá un entronque que te llevará hacia la carretera 127. (Tepoztlán, México, Poza Rica, Álamo). Si sigues la carretera 180, te llevará a Tuxpan, Veracruz.
En El Alazán habrá topes, ten cuidado. Una recta te llevará a las curvas que te conducirán a la siguiente población, con precaución, la vegetación se convertirá en árboles secos y altos, las colinas se verán más. A lo lejos, las montañas más altas se observarán.
Pasando el pueblo de Xoyotitla, Veracruz, la carretera a travesará los cerros, ten cuidado, no seas impaciente en rebasar en curva.
Al pasar el poblado de Temapache verás una increíble vista desde lo alto, en ambos lados, la carretera se verá opacada por la sierra.
Antes del El Lindero
Poza Rica 81 Km.
Tuxpan 23 Km.
Dos letreros en el mismo lugar; “Bienvenidos a Álamo Temapache, Puerta de la Huasteca y Capital de la Naranja”. Si vas al sur, “Regresa pronto a Álamo Temapache, Puerta de la Huasteca y Capital de la Naranja." La carretera atraverá las colinas que te llevarán a la última parte de la carretera Federal 180 (tramo Tampico-Tuxpan.)
Ten cuidado al llegar al pueblo de Ojite, ya que, habrá topes, por lo tanto, debes bajar la velocidad.
Laguna de Tamiahua 93 Km.
Tampico 190 Km.
Kilómetros adelante, mantén los ojos por la glorieta, la primera salida (seguir derecho) es a Tuxpan por la carretera, la segunda salida te lleva a la Autopista Federal 180, si quieres evitar el tráfico de Tuxpan, puedes tomar la vía rápida, ten encuentra el peaje.
Antes de entrar a la zona urbana, ten cuidado con los topes, hay dos entradas por Tuxpan, la primera; por el Libramiento Adolfo López Mateo. Y por el Malecón de Tuxpan. Si conduces un tráiler, es recomendable pasar por el libramiento por lo largo del remolque, si vas en un coche, puedes disfrutar las vistas del malecón, lo cual, pasarás primero por Alto Lucero.
Si vas derecho, el camino será de un carril por sentido hasta la calle Emiliano Zapata, ten cuidado por el tránsito. La carretera disminuye sus carriles
Tampico 187 Km
Alazán 42 Km.
- Cerro Azul

Al salir de la comunidad con curvas sinuosas y el tráfico. En el camino, una recta larga con pocas curvas te llevarán hacia el sur de Veracruz. Ten cuidado antes de llegar a Alazán, ya que, habrá un entronque que te llevará hacia la carretera 127. (Tepoztlán, México, Poza Rica, Álamo). Si sigues la carretera 180, te llevará a Tuxpan, Veracruz.
En El Alazán habrá topes, ten cuidado. Una recta te llevará a las curvas que te conducirán a la siguiente población, con precaución, la vegetación se convertirá en árboles secos y altos, las colinas se verán más. A lo lejos, las montañas más altas se observarán.
Pasando el pueblo de Xoyotitla, Veracruz, la carretera a travesará los cerros, ten cuidado, no seas impaciente en rebasar en curva.
Al pasar el poblado de Temapache verás una increíble vista desde lo alto, en ambos lados, la carretera se verá opacada por la sierra.
Poza Rica 81 Km.
Tuxpan 23 Km.
Dos letreros en el mismo lugar; “Bienvenidos a Álamo Temapache, Puerta de la Huasteca y Capital de la Naranja”. Si vas al sur, “Regresa pronto a Álamo Temapache, Puerta de la Huasteca y Capital de la Naranja. La carretera atreverá las colinas que te llevarán a la última parte de la carretera Federal 180 (tramo Tampico-Tuxpan.
Ten cuidado al llegar al pueblo de Ojite, ya que, habrá topes, por lo tanto, debes bajar la velocidad.
Laguna de Tamiahua 93 Km.
Tampico 190 Km.
Kilómetros adelante, mantén los ojos por la glorieta, la primera salida (seguir derecho) es a Tuxpan por la carretera, la segunda salida te lleva a la Autopista Federal 180D, si quieres evitar el tráfico de Tuxpan, puedes tomar la vía rápida, ten encuentra el peaje.
Antes de entrar a la zona urbana, ten cuidado por los topes, para entrar a Tuxpan existen dos entradas, la primera; por el Libramiento Adolfo López Mateo. Y por el Malecón de Tuxpan. Si conduces un tráiler, es recomendable pasar por el libramiento, debido a las dimensiones del remolque, si vas en un coche, puedes disfrutar las vistas del malecón, lo cual, pasarás primero por Alto Lucero.
Si vas derecho, el camino será de un carril por sentido hasta la calle Emiliano Zapata, ten cuidado por el tránsito. La carretera disminuye sus carriles
Tampico 187 Km
Alazán 42 Km.
- Tuxpan

Al entrar en Tuxpan, la carretera se amplía a dos carriles por sentido; por el batallón 39 de infantería. El puente Tenechaco fue construido en 1930, mientras, el puente  de a lado, en 1960, A diferencia del puente Tuxpan, que fue construido en 1957 por el presidente Miguel alemán. Si eres copiloto o no vas manejando, disfruta las vistas del Rio Tuxpan. Conéctate al siguiente puente por la avenida Cuauhtémoc. Ten cuidado del tráfico.
Al cruzar el puente Tuxpan (un carril por sentido), la carretera se ampliará a dos carriles en el pueblo de Santiago de la Peña, atravesando otras poblaciones.  
La carretera se conectará  con la Autopista Federal 180D delante de Tierra Blanca.
México 269 Km.
Poza Rica 38 Km.
La autopista se une con la carretera Federal, creando más tránsito en los siguientes kilómetros, mantén los ojos en el camino. Rectas entre colinas que suben y bajan de la tierra de la Huasteca.
En la población de la Cañada Rica, la carretera se dirige por la carretera federal 130 como la vía libre de peaje, ya que, si te vas derecho, seguirás por la autopista México-Tuxpan, la cual, te cobrará.
Poza Rica 40 Km.
Tuxpan 19 Km.
Al pasar la carretera, pasarás la comunidad de la Unión, asimismo, otro pueblos que te llevarán hacia Tihuatlán.
Al bajar los cerros entrarás a esta población, sigue el camino asfaltado por el chapo para orientarte en la carretera. Metros adelante, el camino se hará de dos carriles por sentido.
Al salir de la localidad, ten cuidado por el entronque que te llevará a la carretera 127, con rumbo al norte, (Álamo)
Para continuar tu trayecto en la 180, seguirás la carretera al sur, pasarás el entronque con la autopista 130D, que es la autopista a la Ciudad de México.
Veracruz 260 Km.
México 250 Km.
Tuxpan 45 Km,
Tihuatlán 6 Km.
En tu viaje, continuarás hacia el sur, pasando por dos puentes que deberás tener precaución por el rebote en los coches, (Puente Acuatempan I y II), asimismo, los poblados; nuevo progreso, la isla kilómetro 9, entre más. Ten cuidado con el entronque que te llevará al Aeropuerto de Poza Rica.
Antes de entrar a la zona urbana de Poza Rica, pasarás por el puente Totolapan, la carretera se ampliará, ten cuidado con el tráfico. Para continuar por la carretera 180, si te vas derecho, la carretera a 130 te llevará a la Ciudad de México. Si giras a la izquierda, irás al siguiente destino, pasando el puente Cazones I.
- Poza Rica

Al entrar a Poza Rica, cruzarás el río Cazones, lo cual, deberás de tomar mucha precaución por la zona urbana. Si eres pasajero, disfruta la vista del río, adelante, seguirás la carretera, Si vas al Tajín, toma la desviación con el Bulevar Adolfo Ruiz Cortines, si vas derecho (debajo del puente) seguirás en la carretera.
Muchas curvas entre cerros y pueblos, deberás de tener mucha precaución. Al final, una glorieta marcará el inicio del libramiento de Papantla, mientras, que el camino a la población te llevará en las curvas del pueblo. Escoge cuál vía será la mejor.
- Papantla

La glorieta, con la estatua de La Diosa del Maíz, indicará el camino a Veracruz. La calle se ampliará a dos carriles por sentido por la carretera urbana. (por unos metros) ten en cuenta el tránsito del centro. Saldrás de la población por la calle Venustiano Carranza.
Por el libramiento, rodearás la población, atravesando los cerros de la región, ten cuidado, podría haber baches.
Luego de Papantla, la carretera te llevará entre colinas para llegar a un entronque con la autopista federal 180D, donde, podrás desviarte hacia el norte o hacia el sur, pero, si tú quieres seguir por la carretera libre sin pagar cuota, sigue derecho, hacia la carretera costera, la cual, te llevará a una recta.
Veracruz 207 Km.
Gutiérrez Zamora 15 Km.
En los siguientes tramos del poblado de San Pablo, con unas hermosas vistas al sur, en el este las colinas, la carretera comenzará un viaje entre cerros y la selva.
- Gutiérrez Zamora

Al llegar a Gutiérrez Zamora atravesarás una población pequeña, una caseta de cobro estará al final del pueblo, ya que, un río se encuentra en el lugar. (Puente Tecolutla), cruzarás con mucho cuidado sobre el rio Tecolutla.
Los siguientes pueblos, Renacimiento 2000, Ejido Soto y Gama, Plan de Villa Cuauhtémoc, entre más, lo cual, el trayecto será con rectas que atravesarán la región costera con puentes pequeños por los ríos pequeños.
Ten cuidado con los topes en la población La Guadalupe, la carretera bajará hacia el sur pasando, a su lado, la costa.
Poza Rica 77 Km.
Los poblados; Ricardo Flores Magón, el Palmar, la Vigueta, Playa Oriente, Colonias Playa del Mar, Monte Gordo, entre otros. (estos lugares son de turismo nacional, que van a disfrutar las playas de Veracruz).
Si eres un viajero disfruta las vistas en esta zona de Veracruz; en el poblado Casitas, metros adelante, atravesarás el puente Casitas, del cual, a la izquierda (si vas hacia el sur) verás el río que va hacia la costa del mar, sin embargo, si volteas a la dirección contraria, observarás los manglares del rio que vienen de la montaña.
Metros adelante, pasarás el Faro, y el entronque a Martínez de la Torre por la carretera 129. (En la recta observarás el cultivo de Naranja) Siguiendo la carretera, se cruza el río Filobobos con el Puente Nautla.
Coatzacoalcos 456 Km.
Xalapa 188 Km.
Veracruz 155 Km.
- Nautla

Cuando cruzas el puente, observas los árboles en los extremos del caudal, los manglares, las casas. Prepara tu pago para el peaje por el puente. En la población, ten cuidado con los topes.
Al salir de Nautla, cruzarás una recta entre los árboles, asimismo, de los pastos verdes entre el ganado y sus ganaderías.
Tampico 347 Km.
Tuxpan 150 Km.
Poza Rica 80 Km.
El puente Pato cruzará un riachuelo que se conecta cerca de la desembocadura del rio Misantla, para cruzar el caudal lo harás con el viaducto El Raudal, la población del mismo nombre. A lo lejos, verás la sierra de las altas montañas de Veracruz, continuarás por unas rectas que te llevarán hacia El Diamante.
Si quieres viajar más rápido a Veracruz, toma la Autopista Federal 180D con salida en las afueras de la anterior población, toma en cuenta el peaje.
Veracruz 131 Km
Emiliano Zapata 12 Km.
- Vega de Alatorre

Tres kilómetros adelante, el pueblo Vega de la Torre. Toma precauciones por los topes y el tránsito local. Al salir, los cultivos de plátanos se encontrarán en la región. En el kilómetro 125 otro puente cruza un rio pequeño que desemboca en el Golfo de México.
Coatzacoalcos 426 Km.
Xalapa 158 Km.
Veracruz 125 Km.
En los siguientes kilómetros de recta, atravesarás las llanuras en sube y baja, a lo lejos, la sierra se observará, dependiendo el clima, las nubes estarán cerca de los cerros.
La carretera comunica con el norte del pueblo Emiliano Carranza; del cual, al salir, debes cruzar un rio, debajo parece tener piedras por la fuerza del caudal de la montaña, en los siguientes minutos la costa estará cerca de la carretera.
Después de Santander, un puente, de nombre similar al siguiente pueblo, Santa Ana,  te conecta a las siguientes poblaciones, Boca Oveja (al norte estará la vista del Golfo de México). adelante, el faro Punta Delgada.
Palma Sola es la siguiente población, atreverás dicho pueblo, ten cuidado con los topes. Más adelante, una curva con una hermosa vista a las playas de Boca Andrea.
Veracruz 78 Km.
El Tajín 150 Km.
Costa Esmeralda 75 Km.
Toma precauciones por el entronque de la Autopista Federal 180D.
La carretera se unirá a la autopista, por lo tanto, observa tu salida, (Tuxpan, Poza Rica, Vega de la Torre. Veracruz, Xalapa, José Cardel).
La carretera es de un carril por sentido, un letrero te indicará que;
Xalapa 120 Km.
Veracruz 78 Km.
José Cardel 40 Km.
Ten cuidado, ya que, la central Nuclear de Laguna Verde se encuentra en esta zona, en caso de emergencia, sigue las rutas de evacuación. A lo lejos, verás la costa y la laguna Verde, las instalaciones de electricidad que abastece el estado de Veracruz.
El Viejón Nuevo será la comunidad que atravesará dicha carretera, ten cuidado con todo el tráfico, ya que, muchos son de carga pesada por ser una carretera que deriva de la autopista. Unos metros más adelante, Villa Rica de la Veracruz, población con historia, pero, con la hermosa playa del Golfo de México.
En lo lejos, el cerro de los Metates, en sus faldas, las ruinas de una civilización que se alió con Hernán Cortés en la conquista de México. Si te gusta la historia, puedes visitarla.
Coatzacoalcos 375 Km.
Xalapa 107 Km.
Veracruz 74 Km.
En los siguientes minutos, prepárate por las curvas peligrosas que rodean la laguna el Llano, el lento tránsito por la zona de baches. Este tramo es peligroso por accidente.
En el kilómetros 186, la carretera se ampliará a dos carriles por sentido, más adelante, la carretera será a través de rectas que rodearán los cerros hasta ser llanuras.
Nautla 97 Km.
Vega de la Torre 78 Km
Palma Sola 37 Km.
Al cruzar el antiguo Puente en el rio Actopan (puente nuevo en sentido contrario) deberás de tener cuidado por la conexión con el libramiento de Cardel, que te llevará a Xalapa, Veracruz. Continua a la izquierda para ir a Veracruz-Cardel. Derecha para ir a Xalapa-México vía corta.
- Cardel

Veracruz 31 Km.
Cardel 1 Km.
Si el viajero desea viajar por la ciudad de Cartel, puede disfrutar de la población, si tiene prisa u otro motivo, puede tomar libramiento, no es de peaje.
En la población, ten cuidado con las desviaciones, observa los semáforos, (carretera José Cardel- Playas Chachalacas) Ten cuidado con las vías del tren, adelante, el entronque de la calle Emiliano Zapata.
Veracruz 28 Km.
Córdoba 156 Km.
Coatzacoalcos 338 Km.
México 355 Km.
Xalapa 73 Km.
En los siguientes metros, la carretera se conectará con dos carreteras; entre ellas el libramiento de Cardel. Más adelante, la carretera atravesará las poblaciones locales que están a lado del rio de La Antigua. Ten cuidado antes de llegar a la desviación a la Antigua, la zona de topes vibradores. Prepara tu peaje.
En el puente La Antigua, la carretera atravesará los últimos 20 km hacia el Puerto de Veracruz. En los siguientes minutos, la carretera atravesará cerritos, en sentido contrario se verá la costa, los árboles y la vegetación.
Antes de llegar al libramiento, un cartel te avisa de los kilometrajes; en sentido a Xalapa.
México 368 Km
Xalapa 86 Km.
Cardel 19 Km.
Toma el libramiento si consideras evitar la ciudad de Veracruz, si eres un transporte de carga con otro destino. Si continuas derecho en la carretera, te llevará al puerto por la avenida Dr. Rafael Cuervo X. (Hacia el Fuerte de San Juan de Ulúa y el Centro histórico de Veracruz.) que te llevará hasta el bulevar Fidel Velázquez, Miguel Ángel de Quevedo, a la calle José María Morelos atravesando un puente donde están las vías del tren llevándote el centro histórico de Veracruz.
El libramiento de Veracruz es parte de la carretera federal, ten cuidado en los primeros kilómetros, el tránsito y un cruce del tren. El libramiento evita el cruce con la carretera Federal 140, si deseas viajar a Xalapa por la vía libre o entrar a Veracruz, puedes entrar en la salida.
Antes de pasar el entronque con la Autopista Federal 150D, el conductor debe tomar precaución por el tránsito de los camiones de carga, del mismo modo.  La carretera se ha ampliado en esta parte, por seguridad. Verifica tu salida. Si vas a México o a Minatitlán por la vía corta. En otro caso, sigue derecho si deseas viajar por la carretera libre. Si vas a Veracruz entrarás por la avenida Miguel Alemán. Continuarás a Medellín, sin pasar antes la última desviación a Veracruz.
- Veracruz     (Autopista 150D a Puebla y Ciudad de México)

En un puente de un rio pequeño, el caudal Jamapa. Antes del siguiente poblado, el rio Cacaxtla. La carretera presentará baches en sus carriles, tenlo en cuenta. Disminuye tu velocidad, Paso del Toro se acerca, del mismo modo, si vienes de Alvarado.
En el pueblo mencionado, dos carreteras se unen; la carretera federal 180, asimismo, la carretera federal 150, que parte de Veracruz por Boca del Río, con destino a Puebla. Pasando por la Tinaja, Córdoba y Orizaba.
Acayucan 225 Km.
Alvarado 49 Km.
- Boca del Río

La Carretera Federal 180, con el tramo, Veracruz-Minatitlán continuará a través de los pueblos; Laguna del Monte y Castillo, Laguna, la Piedra, los carriles se disminuyen de dos a uno. Prepárate para el tráfico entre las comunidades que te llevará hasta el mar por su localidad de salinas. Entre los kilómetro 19 al 21, hermosas vistas se cubrirán en una llanura, a lo lejos. Varios pinos que cubren la región.
De Salinas a la Camaronera viajarás por varios restaurantes de mariscos y playas que, te llevarán en una recta hasta ver el lado sureste, la laguna de Alvarado. Al norte, el Golfo de México.
Pasarás por varios pueblos entre colinas, toma tus precauciones, ya que, llegarás al pueblo de Arbolillo; deberás de tener tus ojos en el camino por ser un lugar turístico.
- Alvarado

Al llegar al pueblo de Alvarado, la carretere rodeará la población con curvas, las cuales, te llevarán a lo alto del cerro. Busca tu salida si quieres ir a este bello pueblo.
En los siguientes metros, ten cuidado por el tránsito local, cruzarás el rio Papaloapan. El puente Alvarado te ayudará a estar del otro lado, toma tus precauciones, ya que, algunos vehículos pueden ir lentos.
En el momento de cruzar el puente, si eres pasajero, disfruta la vista al norte con el Golfo de México, al sur con la Laguna de Alvarado. En el otro extremo, Paso Nacional toma tus precauciones, debido a la caseta de cobro de Alvarado. 
La Carretera Federal circula por las poblaciones; Chocotán, Pueblo Nuevo, los Médanos de Buenavista, entre más. Disfruta las vistas al sur con la cuenta del río Papaloapan, toma tus precauciones por ser una ruta de los camiones de caña.
En unos kilómetros, la carretera federal 175, nacerá. La carretera comunica a la ciudad de Oaxaca por la sierra. Sí giras, pasarás sobre el puente de Tlacotalpan, mismo. (Tuxtepec).
Al continuar tu viaje seguirás por varias rectas entre la cuenta del río Papaloapan, en los siguientes minutos la vía pasará por los ranchos entre colina.
En el kilómetro 77, la carretera se convierte en una llanura extensa que la carretera no atravesará las colinas, a lo lejos, un ingenio azucarero que se nota en su extremo. El puente Tecolapilla es un riachuelo pequeño, del cual, su lirio llama la atención de este lugar. Si el clima permite buena visibilidad, la sierra de los Tuxtlas se observará a lo lejos.
- Lerdo de Tejada

Toma tus precauciones, el tránsito suele ser pesado por lo cual, rodearás la ciudad, en ella, los topes, cruces peatonales, entre más. Al salir de la población, una recta te llevará hasta el siguiente pueblo, Ángel R Cabada, debes mantener tu velocidad estable y tomar todas las precauciones, ya que, es zona de caña, algunos vehículos de carga no se les ven sus luces traseras en la noche, lo cual, podría ser peligroso para el viajero que no conoce esta carretera.
- Ángel R. Cabada

En esta localidad, llegarás a rodear el centro. El camino se amplía a dos carriles por sentido. Ten cuidado con los topes.
Al salir, una recta que te llevará hasta la sierra de los Tuxtlas, si quieres ir a las playas, puedes tomar  la desviación a la carretera Vereda-Trópico, (Roca Partida, Montepío.
Continuando con la carretera federal 180 prepárate para pasar a lado del rio Tecolapan. Pasarás el puente Tecolaponlapa, las curvas siguientes tendrán las elevaciones. Toma tus precauciones al llegar a Tapalpan.
Ten cuidado con las siguientes curvas peligrosas, desde lo alto, observarás el paisaje natural de los Tuxtlas con sus cerros. Si vas en bajada usa el freno de motor (camiones de carga y autobuses.)
Ten cuidado al llegar al pueblo de Popocatépetl, ya que habrá topes.
Descenderás unos metros para llegar a la población siguiente.
- Santiago Tuxtla

La población es pequeña, atravesarás un pueblo con calles pequeñas, poco tránsito. en el lugar abunda la cultura,¿ historia y gastronomía.
En medio del pueblo; un rio baja a la cuenca del rio Papaloapan. (Rio Santiago.).
Hoy al salir de la ciudad la carretera subirá cerros para salir de los cerros, el trayecto hacia la siguiente población se mantendrá con curvas peligrosas, después de llegar a descender hacia San Andrés Tuxtla y toma tus precauciones, si no conoces prepárate por cualquier cosa un bache, toma tus precauciones.
En la cima del cerro hay una cruz.  La carretera doblará en otra dirección para rodear el cerro. Ten cuidado. Checa tus frenos para evitar una desgracia. Son curvas muy cerradas y con el tránsito local.
- San Andrés Tuxtla

Al llegar a esta población ten cuidado por el tránsito local, es de un carril por sentido. 
Recuerda ir hacia el norte, no agarres la avenida Benito Juárez, ya que te llevará al centro, un lugar con más tráfico.
En las afueras de San Andrés, la carretera pasará por poblaciones indígenas, como Sihuapan, toma tus precauciones, si deseas visitar el salto de Eyipantla, esta es la salida.
Continúa el viaje en una vía de dos carriles por sentido hacia Matapán, la carretera  y le hago una recta qué te llevará al siguiente poblado por una recta entre pequeñas elevaciones.
Catemaco 5 Km.
- Catemaco

La carretera disminuye sus carriles al llegar a Catemaco. Habrá una desviación hacia el centro por la calle Venustiano Carranza, si vas al sur, la carretera federal seguirá al oeste de la laguna de Catemaco. 
Al cruzarás el puente, la carretera rodeará alguno de los pueblos que habitan en los alrededores de laguna de Catemaco, toma tus precauciones por las curvas peligrosas.
La parte más alta de la carretera está antes del pueblo de Zapoapan de las Cabañas, a 550 m sobre el nivel del mar, luego, comenzará un leve descenso, pasando por unas curvas, entre ellas, un pequeño chorrito de agua que cae sobre la carretera, minutos después, atravesarás las comunidades de Santa Rosa Cintepec, los Mangos, Barrosa, a través de los cerros de la sierra de los Tuxtlas, asimismo, la selva misma.
El viaje continuará hasta descender a los 50 metros sobre el nivel del mar, que, en el kilómetro 180 de la carretera 180 se convierte en una llanura para la siguiente localidad, San Juan Díaz Covarrubias, ten cuidado con el tránsito pesado, la vida cañera produce suele ser peligrosa.
Un puente antiguo de metal te lleva a Juan Díaz,
Ten cuidado al salir de la población, kilómetros adelante, o antes de llegar a Covarrubias; ya que, habrá semi glorieta que te llevará hacia la carretera Ramal a Hueyapan de Ocampo.
Continuará su viaje pasando por más pueblos y rectas como; Hueyapan, Corral Nuevo, Nuevo Poblado Vista Hermosa, entre más, durante este trayecto, al norte, tendrás las mejores vistas de la sierra de los Tuxtlas; el cerro de Santa Marta, San Martín, que, poco a poco se verá.
Toma tus precauciones, por los baches y desniveles de los puentes. Después de los siguientes kilómetros, el camino irá al sur, rumbo a Acayucan, las comunidades; Ixtlahuaca, dónde se encuentran el salto del mismo nombre, el TEC de Acayucan, Cirilo Vázquez Lagunés, por último, el próximo destino.
Acayucan 8 Km.
Acayucan (Carretera Federal 185 a Salina Cruz)
Al llegar, la carretera estará terrible, llena de baches y desniveles; sigue la carretera a la izquierda (en sentido contrario a la derecha) para rodear por el norte de la población. Si vas al centro, puedes agarrar la calle Juan de la Luz Enrique.6 (La última salida es por la calle Miguel Hidalgo)
Metros adelante, ten cuidado; la carretera federal 185 inicia en el próximo entronque, dicha vía te llevará a la Autopista Federal 145D (Coatzacoalcos, Veracruz, Orizaba, México), pero su fin concluye en la ciudad de Salina Cruz.
Veracruz 250 Km.
Villahermosa 224 Km.
Coatzacoalcos 59 Km.
Minatitlán 32 Km.
Alvarado 178 Km.
Santiago Tuxtla 104 Km.
Catemaco 80 Km.
La carretera se amplía de dos carriles por sentido. Pasarás algunas desviaciones a Soconusco o Toluca, habrá una vegetación entre colinas que llevarás a más localidades una curva, la cual, deberás de tener todas las precauciones; ya que, un puente evita las vías del tren. Después el siguiente poblado se aproxima.
- Jáltipan de Morelos

Salina Cruz 259 Km.
CD. Alemán 166 Km.
Acayucan 21 Km
La carretera disminuye a un carril por sentido. Un poco de tránsito por la zona centro, además, se encuentra la terminal de autobuses de segunda qué van a Veracruz o para Coatzacoalcos.
Kilómetros adelantes, el siguiente pueblito pasará carretera. Ten cuidado al llegar a la desviación a la carretera 185 que va a Oteapan, San Pedro Soteapan.
- Cosoleacaque

Al llegar a Cosoleacaque ten cuidado, mucho tránsito por el centro, muchas rutas locales empiezan o pasan en esta localidad.
El camino se ampliará a dos carriles por sentido, hasta la salida de la población, la cual, llegarás al otro lado de la ciudad, Naranjitos, a través de la carretera de un sentido.
Pasarás en el puente para evitar el tránsito, lo cual, te llevará a la siguiente fase del viaje. Ten cuidado con el entronque de la Autopista Federal 145D, si quieres evitar el tránsito de la ciudad de Minatitlán, puedes tomar esta vía como un libramiento (sin peaje) para viajar a Coatzacoalcos.
- Minatitlán

La carretera se ampliará en dos sentidos hasta la salida de Coatzacoalcos, los semáforos aparecen en esta población. 
La calle para ir al centro de Minatitlán, si continuas derecho, será la avenida Justo Sierra
El petroquímico de Cosoleacaque se encuentra a lado de la carretera, toma el camino de en medio, evitará pasar sobre las vías del tren, pasarás por el tecnológico de Minatitlán, la última salida es por la avenida Heroico Colegio Militar qué te llevará hacia el centro.
En la salida, habrá un entronque con la autopista Federal 145D, si quieres evitar el tráfico de Coatzacoalcos, puedes girar a la derecha rumbo actual del sureste, lo cual, debes tomar en cuenta que habrá un peaje por cruzar el puente Coatza 2.
En la carretera, el poblado de, El Congreso el siguiente, para continuar entre la vegetación del pantano en una recta llamada; Las Matas, en este tramo hay un basurero y suele oler mal, toma tus precauciones por los baches.
Después 20 minutos, llegarás a una población llamada Estéreo del Pantano, que pertenece al municipio de Cosoleacaque, y antes de salir de ese lugar, cruzarás un puente que divide a la siguiente población.
- Coatzacoalcos

Tras cruzar el puente Calzadas, atravesarás una larga recta que te llevará hasta la central de autobuses, posteriormente, el puente de la antigua terminal de trenes de Coatzacoalcos.
En los siguientes metros, toma tus precauciones, disminuye la velocidad, ya que, deberás de girar hacia la derecha, (en caso contrario, tienes que estar pendiente para la salida hacia Minatitlán). Si vas derecho, la calle se convierte avenida Transístmica, si vas al centro, o en avenida Ignacio Zaragoza, si quieres ir al mar.
El puente Coatzacoalcos comunica el otro lado con varias localidad, ten cuidado con el tránsito, los vehículos suelen ir a velocidad baja. El caudal Coatzacoalcos es grande. Prepárate para pagar una cuota por el costo de este puente. Posteriormente, pasarás la zona industrial, si vas a una localidad cercana checa, la salida a Nanchital o Allende.
La carretera se amplía, pero con baches, prepárate al pasar un poblado que une con la autopista, nueva toma tus precauciones, ya que, kilómetros adelante de las curvas habrá una nueva desviación hacia la autopista de cuota 145, que va de Agua Dulce a Tuxtla Gutiérrez.
Seguirás atravesando los cerros de la carretera entre curvas no tan peligrosas, al final, una larga recta con destino al siguiente estado. Llegarás al ultima desviación en Veracruz que te lleva a Agua Dulce por un retorno.
Un camino de 2 carriles te llevará a la frontera natural entre Veracruz y Tabasco, el rio Tonalá.
Coatzacoalcos 40 Km
Minatitlán 50 Km.
Villahermosa 125 Km.
Cárdenas 80 Km.

## Tabasco
Son 252 km que transitan en el Estado de Tabasco, lo cual, se convierte en la carretera con menor kilometraje en el país. Atraviesa la cuenca del rio Tonalá, rio Grijalva, la Reserva de la Biosfera Pantanos de Centla.
- Cangrejera

Al cruzar el puente Tonalá, la carretera te lleva a otra entidad Federativa, una curva te llevará al norte. Ten cuidado con el tránsito, provocado por el retén, tanto, de Villahermosa a Coatzacoalcos, viceversa.
La carretera continuará hasta una recta a la desviación por la vía corta (la autopista), si deseas ir a la Venta debes de ir a Sánchez Magallanes.
Villahermosa 125 Km.
Cárdenas 70 Km.
La Venta 10 Km.
La carretera atravesará la vegetación pantanosa que cubren la región por sus lirios, la cual, te lleva a Cárdenas sin tanto tránsito. Pasarás el entronque a Sánchez Magallanes en el kilómetro 65.
En el kilómetro 73, la carretera federal se conectará con la Autopista, lo cual, si deseas salir por esta vía te conectará a la caseta de cobro.
La vegetación será pantanosa, entre árboles sembrados que hacen una valla natural, algunas casas a lado de la carretera, solo recta y curvas sin peligro. Al norte, el recorrido de la Autopista Federal 180D. En el pueblo de Palo Mulato, la carretera se conectará con otros pueblos, ten cuidado. 
Por el kilómetro 84, la carretera cruza la autopista Federal 180D, las comunidades se encontrarán en la carretera sin generar tránsito, lo cual, te llevará al último pueblo, que te conecta a la intersección entre la autopista con la carretera.
Villahermosa 65 Km.
Cárdenas 17 Km.
Coatzacoalcos 105 Km.
Veracruz 415 Km.
La carretera de un sentido se convierte a dos carriles; los siguientes kilómetros viajarás a la ciudad de Cárdenas, mucho tránsito, camiones de carga, autobuses, entre más. Pronto, la entrada a la siguiente población de Tabasco. 
- Cárdenas

La primera desviación es en la carretera que va a Huimanguillo por el carril derecho, metros adelante, por la carretera Federal 187, si vas derecho a Villahermosa o Comalcalco y Paraíso, continua, derecho. (parte de arriba)
La carretera solo rodeará el norte de la población, el tránsito no es lento, al contrario, se mantiene la velocidad de la carretera. El tráfico aumentará al salir de Cárdenas con dirección a Villahermosa (también en sentido contrario)
Villahermosa 40 Km.
Frontera 120 Km.
Veracruz 439 Km.
Coatzacoalcos 129 Km.
Minutos de viaje, en el kilómetro 132, antes del entronque con la 187, la carretera se desviará en ambos lados;  un río divide las dos poblaciones importantes de Tabasco. El puente Samaria te comunicará con la otra parte de Tabasco, una zona llena de caudales que vienen del Grijalva, y el Carrizal, (véase ríos de Tabasco)
Entre esos lugares la carretera te llevará a la siguiente población, mucho tránsito a gran velocidad, ten cuidado por los accidentes, es una larga recta al siguiente destino con algunas curvas, pasando los cultivos de plátanos, maíz; negocios de ventas, industrias.
En los siguientes kilómetros, la carretera federal llegará a la ciudad de Villahermosa, capital del Estado de Tabasco. La siguiente salida es el libramiento de cuota de Villahermosa por la Autopista 180D. Si sigues derecho, entrarás en la ciudad de Villa.
Al entrar en la capital, los puentes; Mono y Carrizal (I y II) conectan la ciudad con las afueras, lo cual, mucho tránsito vehicular habrá en las horas pico. Maneja con cuidado.
Villahermosa (Carretera Federal 195 a Tuxtla Gutiérrez y Arriaga), (Carretera Federal 186 a Chetumal, Quintana Roo)
La primera desviación es a Teapa por la carretera Federal 195.
La carretera rodeará el centro de Villahermosa, pasando entre avenidas importantes. En medio de la laguna de las Ilusiones, al salir, ten cuidado por un entronque peligroso (observa tu salida por los letreros.) hasta cruzar el río Grijalva por el puente del mismo nombre.
Al cruzar, La población de la Manga se encuentra en el otro extremo del río, dejando la ciudad por las áreas verdes. La desviación de esta carretera se dirige al norte, con destino a Frontera. Si continúas derecho, es la carretera federal 186 que va a Chetumal por Escárcega.
Sigue las indicaciones para incorporarte a la carretera Federal. Por segunda vez, cruzarás el río Grijalva.  (Puente Grijalva IV) Ten cuidado con la zona urbana, no es carretera para correr.
Minutos de viaje, la desviación a Ciudad del Carmen se acerca, Si giras a la derecha, irás a Ciudad del Carmen, Frontera, CD. Industrial, si sigues derecho por el libramiento, irás a Cárdenas, Nacajuca, y Centro Adtvo Pemex.
Por tercer y última vez, pasarás el río Grijalva. La carretera se amplía a 3 carriles por sentido, (sur a norte y 2 carriles en el sentido contrario. (norte a sur)
Si deseas tomar la autopista de Villahermosa, la salida te llevará a Cárdenas Cuota y Escárcega Cuota.
No hay muchas curvas en esta carretera, al pasar entre Ocuiltzapotlán y Macultepec, el tránsito vehicular será un problema. Ten cuidado.
Al salir, el camino se convierte en un sentido por lado, con acotamiento. Entre las parcelas de las milpas, los vehículos transitan hacia la costa. Disminuye tu velocidad por un tope antes del entronque con Tamulté. (kilómetro 26).
Los siguientes tramos pueden ser peligrosos por el tránsito lento y la falta de un acotamiento amplio. Maneje con precaución por los tráileres. En esa zona, las aguadas y las zonas pantanosas se verán en la carretera.
Ten cuidado con el puente el Guao, cruzarás un pequeño río y sus lirios.
Antes de llegar a la costa, pasarás una zona natural protegida, no hagas daño a la vegetación.
Más adelante habrán entronques a las comunidades tabasqueñas. Antes de llegar a la siguiente población, un letrero avisa que si vas derecho irás a Frontera, a la izquierda, a Bahía Pijije y Santa Cruz. Metros adelante, los topes de la población. 
- Álvaro Obregón.

En esta población, el pueblo es pequeño, cercano a la costa, la carretera pasa entre los topes, muchos camiones de carga se encuentran estacionados.
La siguiente población, Benito Juárez, en los próximos minutos la costa se encontrará cercana. Mantén tu vista en el camino por si se encuentra una señalización de tope. En el kilómetro 55 la carretera irá en dirección al oeste, (en sentido contrario al sur.)
La carretera evitará la población de Francisco I Madero, para rodearla por el norte por el kilómetro 62.
El puente el Coco es el primer caudal que transitas hasta llegar al río Grijalva, antes de cruzar, atraviesas una vegetación llena de selva,  El puente Frontera te llevará a la siguiente población que se verá desde lo alto en medio del caudal. Ten cuidado y disminuye la velocidad por el tránsito. Desde lo alto observarás la selva, los manglares; Toda la selva natural.
En el otro lado de la costa, la carretera Federal 217 nace; su destino, Jonuta.
La carretera se acercará a la siguiente población entre la zona pantanosa que proviene del causal del Grijalva.
- Frontera

Al entrar en la población, habrá reductores de velocidad para que el chofer disminuya su velocidad, metros adelante, lo que era de un carril aumenta a dos por sentido. Entrarás en la población llena del tránsito.
Al salir de la población, en el kilómetro 79, un letrero te dice: “Feliz viaje, pronto retorne.” En sentido contrario, “Bienvenido a Frontera”. La vía disminuye a un carril por sentido.
Minutos de viaje; un entronque a Nuevo Centla, ten cuidado, la frontera de estados está cerca. A los lados, los charcos de agua que vienen del próximo rio. Una vegetación bonita.
Los manglares que fueron talados en el pasado se encuentran en medio de la carretera, un nuevo puente se acercan; el último pueblo de Tabasco se llama Barra de San Pedro.
En el kilómetro 100 se encuentra la frontera natural de Tabasco con Campeche; El río Usumacinta. Desde lo alto se puede observar el Golfo de México, nuevamente, además, los manglares y la vegetación verde.

## Campeche
- Nuevo Campechito
- Nuevo Progreso
- San Antonio Cárdenas
- Atasta

- Ciudad del Carmen
- Isla Aguada
- Sabancuy (Entronque a Carretera Federal 259 (Sabancuy - 18 de Marzo)
- Champotón (Entronque a Carretera Federal 261 (Champotón - Escárcega)
- Haltunchén (Entronque a Carretera Federal 188 (Haltunchén - Cayal)
- Villa Madero (Entronque a Autopista de Cuota 180D (Champotón - Campeche)
- Seybaplaya
- Lerma
- San Francisco de Campeche (Entronque a Carretera Federal 261 (Campeche - Hopelchén)
- San Francisco Kobén
- Hampolol
- Tenabo (Entronque a Carretera Federal 261 (Tenabo - Chencollí)
- Pomuch
- Hecelchakán
- Santa Cruz
- Pocboc
- Bacabchén
- Dzitbalché
- Calkiní
- Tepakán (Entronque a Carretera Federal 180 (Calkiní - Maxcanú)
- Bécal

## Yucatán
- Umán
- Mérida
- Kanasín
- Kantunil (se bifurca de la autopista a Cancún)
- Pisté
- Chichén Itza
- Valladolid (Carretera Federal 295 a Río Lagartos)
- X-Can

## Quintana Roo
- El Ideal
- Leona Vicario
- Cancún